# Mammuthus exilis
El mamut pigmeo (Mammuthus exilis) es una especie extinta de mamut pequeño que vivió en la Isla Santa Rosa (California), donde actualmente se halla el archipiélago norteño de California. Fue clasificado como una subespecie del mamut de Jefferson (Mammuthus jeffersonii exilis), pero ahora se clasifica generalmente como una especie separada.

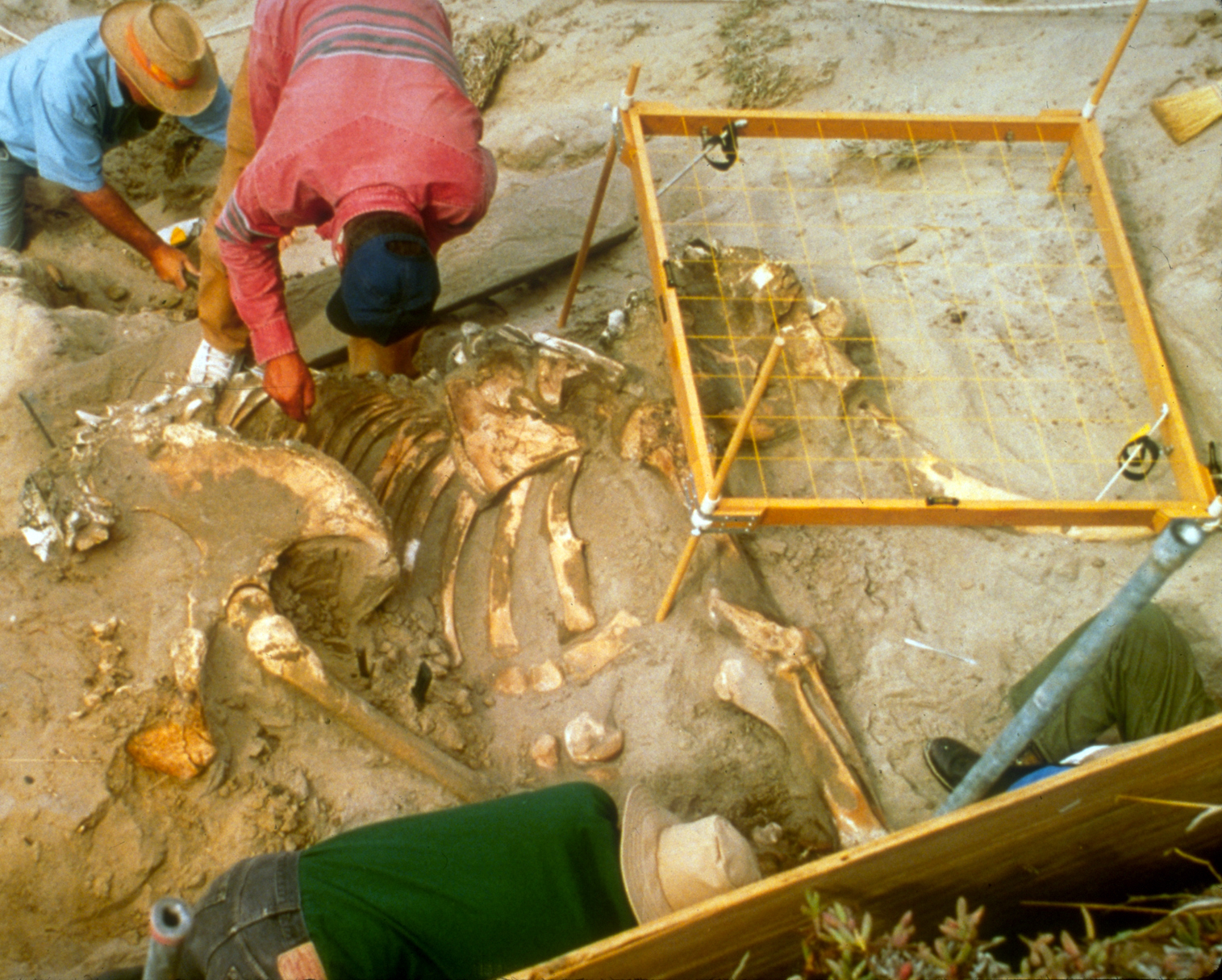
Excavación de restos de M. exilis en 1994.

Se cree que una población de mamuts de Columbia que atravesaron el canal de Santa Bárbara por migrar del sur de California a Santa Rosa hace decenas de miles de años. Siendo un caso de enanismo insular, un análisis de 2010 determinó que M. exilis medía en promedio 1,72 metros de alto hasta los hombros y pesaba unos 760 kilogramos; un fuerte contraste con sus ancestros de 4,3 metros de alto y 9100 kilogramos de peso.
Los restos de M. exilis se han descubierto en tres de las islas del Canal desde 1856: Santa Cruz, Santa Rosa y San Miguel, las cuales junto con Anacapa constituían la parte superior de la ahora mayormente sumergida superisla de Santa Rosae. Este elefántido del Pleistoceno puede haber habitado en las islas hasta la llegada del pueblo Chumash a principios del Holoceno, hace entre 10.800 a 11.300 años. La datación por radiocarbono indica que M. exilis vivió en la isla por al menos 47.000 años antes de esto (el cual es el límite aproximado de este método de datación).

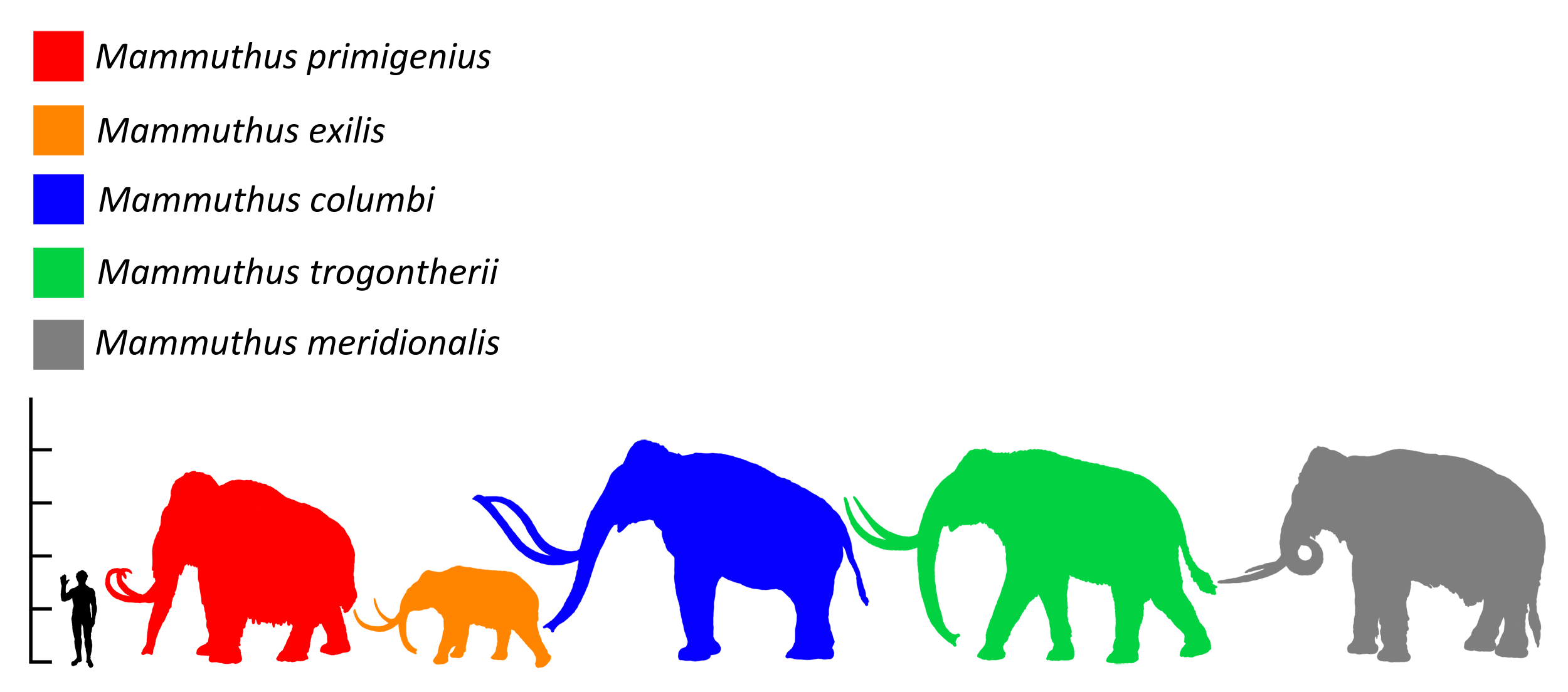
Comparación del tamaño de varias especies de mamuts.

Los elefantes modernos son excelentes nadadores, y muy probablemente los ancestros de M. exilis nadaron los 6,4 kilómetros hasta Santa Rosae. Con el incremento de la población de mamut, la carencia de grandes depredadores terrestres y la pérdida de hábitat causada por la subida del nivel del mar hacia el final de la edad del hielo en Santa Rosae llevó a que se dividiera en cuatro islas, favoreciendo a los animales más pequeños.
M. exilis no debe ser confundido con los mamuts de las islas Wrangel y de Saint Paul, los cuales eran variedades menores del mamut lanudo (M. primigenius) y que se extinguieron por el año 1700 a. C. y 4000 a. C., respectivamente.